# Ten Bears
Ten Bears (né Paruasemana vers 1790-1872) est un amérindien qui devint le chef (paraivo) des Ketahto (« qui ne portent pas de chaussures »), une tribu locale amérindienne, et plus tard le chef des Yamparika, une tribu Comanche Numunuu, vers 1850 ou 1860. Il est notamment connu pour ses tentatives de négocier la paix entre les États-Unis et les Comanches.